# Ikarios
Ikarios var i den grekiska mytologin den förste odlaren av vin. Konsten lärde han sig av guden Dionysos. Det slutade illa för Ikarios då han blev ihjälslagen av sina grannar, som han bjudit att smaka hans vin. Grannarna trodde han förgiftat dem.